# Der Barcelona-Krimi: Der längste Tag
Der längste Tag ist ein deutscher Kriminalfilm von Carolina Hellsgård aus dem Jahr 2022. Es handelt sich um den fünften Filmbeitrag zur ARD-Kriminalfilmreihe Der Barcelona-Krimi mit Clemens Schick und Anne Schäfer in den Hauptrollen der Ermittler, die „einen psychopatischen Entführer und Kindermörder stoppen“ müssen. Bernhard Schütz ist in der Rolle des verdächtigen Apothekers Toura besetzt, Sylvie Rohrer als seine Frau Sofia, Sebastian Fritz ist wiederum als Mitarbeiter des Ermittlerduos zu sehen und Alexander Beyer als Miguel Fernandez, der neue Vorgesetzte der Beamten. 
Die Erstausstrahlung des Films erfolgte am 5. Mai 2022 im Rahmen des Donnerstags-Krimis zur Hauptsendezeit im Programm der ARD Das Erste.

## Handlung
Die Kommissare Xavi Bonet und Fina Valent müssen sich in ihrem fünften gemeinsamen Fall erneut mit entführten Kindern auseinandersetzen, diesmal verschwinden vermehrt Jungen, die gemeinsam haben, dass sie aus armen Verhältnissen stammen. Als Bonet und Valent zur Leiche des 13-jährigen Naldo gerufen werden, suchen sie mit Hochdruck nach den anderen vermisst gemeldeten Jungen, wie nach dem zuletzt verschwundenen 13-jährigen Mateo, in der Hoffnung, ihn und die anderen lebend zu finden. 
Bei den Ermittlungen verhält sich der Apotheker Victor Toura in den Augen von Bonet verdächtig, dabei hat er die Leiche des Jungen selbst gefunden und den Fund der Polizei gemeldet. Xavi Bonet ist felsenfest von Touras Schuld überzeugt und nimmt ihn in die Mangel. Die Beweislage ist äußerst dünn, zumal Toura bisher noch nie mit dem Gesetz in Konflikt geraten ist. Um den Verdächtigen zusätzlich unter Druck zu setzen, bedient sich Bonet eines Tricks. Er entfernt die Sicherung der Lüftung, sodass die zurzeit in Barcelona herrschende brütende Hitze in dem engen Raum, in dem das Verhör stattfindet, fast unerträglich wird. 
Der neue Vorgesetzte von Bonet und Valent ist Miguel Fernandez. Er zeigt wenig Verständnis für Bonets Verdacht hinsichtlich des Apothekers und versagt dem Kommissar daher auch seine Unterstützung. Bonets Gespräch mit Toura beginnt so, dass dieser erst einmal keinen Verdacht schöpft, dass Bonet in ihm den Täter sieht. Toura erzählt auf Bonets Frage hin, dass er das örtliche Jugendzentrum, in dem auch die vermissten Kinder aktiv waren, gemeinsam mit seiner Frau unterstütze. Bonet legt Toura ein Bild des vermissten Gil Sanchez vor und will wissen, ob er diesen kenne, was er verneint, was sich jedoch etwas später als unwahr herausstellt. Es gelingt Bonet, Toura weitere Ungereimtheiten in seinen Aussagen nachzuweisen. Toura ist inzwischen klar geworden, dass der Kommissar ihn verdächtigt, worauf er mit Empörung reagiert.
Valent geht derweil einer anderen Spur nach. Einer der Jugendlichen des Jugendzentrums gibt ihr einen Hinweis auf einen Diego Ruiz, der Mateo ab und an abgeholt habe. Eine Nachbarin des nicht anwesenden Mannes bestätigt Valent, dass sie Mateo schon öfter bei Diego gesehen habe. Ein Gespräch Valents mit den Müttern der vermissten Kinder beziehungsweise des ermordeten Naldo macht deutlich, dass sie kein Vertrauen zur katalanischen Polizei haben. Kurz darauf liefert sich Valent eine Verfolgungsjagd mit Ruiz, der vor ihr davonläuft, letztlich aber doch gestellt werden kann. 
Bonets Kollege Enzo Alvarez bittet ihn, bei der Vernehmung von Toura anwesend sein zu dürfen. Bonet stimmt zu. Als dieser den Verhörraum kurz verlässt, um mit Valent zu sprechen, die ihn mit dem festgenommenen Ruiz konfrontiert, lässt Toura seine Maske für einige Minuten fallen. Er provoziert Alvarez in perfider Art und Weise und bringt ihn letztendlich dazu, ihm gegenüber handgreiflich zu werden. Als Bonet wieder da ist, versucht Toura, auch ihn zu provozieren. Bonet erzählt Toura, dass er in dem Moment, in dem er den toten Naldo noch einmal berührt habe, gewusst habe, dass er, Toura, Naldo getötet habe. Er habe auch bemerkt, dass Toura gewollt habe, dass er die Berührung sehe. Valent führt zur selben Zeit ein Gespräch mit Touras Frau Sofia, die ihr erzählt, dass ihr Mann sich habe scheiden lassen wollen. Sie habe nichts dagegen gehabt. Sie zeigt der Kommissarin dann Bilder, die sie auf dem Computer ihres Mannes entdeckt habe und die Möwen zeigen, denen die Augen ausgestochen wurden.
Ein Überwachungsvideo auf Touras Handy führt Bonet auf die Spur von Kirchenglocken in Sant Climent, etwa eine halbe Stunde weg von Barcelona gelegen. Kaum hat er diese Information und will Toura weiter vernehmen, bedeutet ihm sein Vorgesetzter Martinez, dass er Toura nach Hause geschickt habe. Bonet reagiert sofort und erwischt Toura noch in seinem Auto. Er befiehlt ihm, auf die A2 Richtung Saragossa zu fahren. Zuvor hat er Valent noch informiert, wo sie ihn finden kann. Bonet lässt Valent über eine Handyverbindung mithören, wie Toura ein Geständnis ablegt. Kurz darauf erreicht das Duo die fragliche Kirche, Valent trifft ebenfalls ein und sieht wie Bonet Toura einen Schlag mit seiner Waffe versetzt. Toura wird mit Handschellen am Auto festgemacht, während Bonet und Valent sich zum nahen Weinberg begeben. Toura hatte erzählt, dass er Wein anbaue. Beide laufen in verschiedene Richtungen in der Hoffnung, auf Mateo zu stoßen. Bonet hört ein metallisches Klopfen, während Valent nach kurzem Graben auf eine Leiche stößt. Plötzlich verstummt das Klopfen. Bonet findet eine Luke in dem alten Gebäude, zu dem er sich Zutritt verschafft hat und stößt endlich auf Mateo, der völlig entkräftet und dehydriert ist. Als Valent später meint, Mateo lebe, erwidert Bonet bitter, „ja, aber die anderen nicht“.

## Produktionsnotizen
Die Dreharbeiten für Der längste Tag erfolgten zeitgleich mit der nachfolgenden Episode Der Riss in allem vom 5. Oktober bis zum 8. Dezember 2021 und fanden in Barcelona statt. Das Drehbuch stammt von Katharina Eyssen und ihrem Vater Remy Eyssen. 
Clemens Schick meinte hinsichtlich seiner Figur Xavi in dieser Folge, dieser sei „noch rauer geworden und leidenschaftlicher“, er lote „Grenzen aus und“ überschreite „diese auch“. Das reize ihn. „Die Auseinandersetzung mit Recht und Gerechtigkeit.“

## Rezeption

### Kritik
Die ARD schrieb zur Erstausstrahlung des Films, dass der verdächtige von Bernhard Schütz gespielte Apotheker, von ihm „mit beklemmender Intensität“ gespielt werde und dass die schwedische Kinoregisseurin Carolina Hellsgård „in ihrem ersten Fernsehfilm nach dem Drehbuch von Katharina und Remy Eyssen eine emotionale Hochspannung“ aufbaue, die sich „in einem dramatischen Finale“ entlade.
Der Kritiker Tilmann P. Gangloff bewertete den Film für evangelisch.de und schrieb, „ähnlich wie Lissabon oder die Küstenlandschaft rund um Split“ habe „sich Barcelona 2017 als ausgezeichnete Wahl für den Donnerstag im ‚Ersten‘ erwiesen“. „Mediterranes Flair, schöne Schauplätze, kulturelle Vielfalt: beste Voraussetzungen für eine Krimireihe, zumal auch die zunächst nicht rundum überzeugenden Geschichten immer besser“  geworden seien. Weiter führte Gangloff aus, dass das „mit Clemens Schick und Anne Schäfer interessant besetzte gegensätzliche Ermittlerpaar ebenfalls immer besser zueinander“ gefunden habe. Die fünfte Episode widerspreche jedoch „allen Erwartungen, die mit dem Auslandskrimi verknüpft“ seien. Der Film pfeife „auf Sehenswürdigkeiten und Urlaubsstimmung“. Der Handlungsrahmen erinnere an „Claude Millers Krimidrama Das Verhör (1981) mit Lino Ventura als Kommissar und Michel Serrault als Anwalt, der verdächtigt wird, zwei kleine Mädchen vergewaltigt und ermordet zu haben, und in der Silvernacht befragt“ werde. Bernhard Schütz sei eine „ausgezeichnete Besetzung für die Rolle des Wohltäters, der sich ehrenamtlich beim Jugendzentrum engagiert und die Kinder unterstützt“ habe, „ein freundlicher älterer Herr, der anscheinend ein tadelloses Leben“ führe. „Schick wiederum, der Bonet bislang eher lässig und vor allem sehr cool verkörpert“ habe, dürfe den Kommissar diesmal „von einer ganz anderen Seite zeigen: nachlässig gekleidet, von Schlafmangel gezeichnet und zunehmend verbissen“.
Tilmann P. Gangloff rezensierte den Film auch für tittelbach.tv, gab ihm 4,5 von sechs möglichen Sternen und schrieb dort, dass die Degeto mit dem fünften ‚Barcelona-Krimi‘ „einen neuen Stil“ probiere, denn der Film sei „über weite Strecken ein Kammerspiel, das in einem zum Vernehmungs-Zimmer umfunktionierten Abstellraum“ stattfinde. Der Film sei „vor allem schauspielerisch ganz ausgezeichnet“. Schick und Schütz seien dank ihrer Ausnahmequalität in der Lage, vieles zwischen den Zeilen mitschwingen zu lassen. Als „gute Wahl“ erweise sich auch „Regisseurin Carolina Hellsgård, die mit dem ‚Barcelona-Krimi‘ nach drei Kinofilmen erstmals fürs Fernsehen“ arbeite. Bei den „wenigen Ausflügen in die Stadt“ reduziere „die in Berlin lebende Schwedin die katalanische Metropole auf Gegenden, in die sich Touristen nur selten verirren“ würden.
Die Redaktion der Zeitschrift TV Spielfilm zeigte mit dem Daumen nach oben, gab dem Film für Action einen von drei möglichen Punkten, für Spannung zwei und vertrat die Meinung, dass sich der Film „mit zunehmender Laufzeit zu einem intensiven Katz-und-Maus-Spiel, bei dem Bonet mehr als einmal die Grenzen des Erlaubten“ überschreite – „und man nie genau“ wisse, „wer gerade wen“ manipuliere, entwickle. Das sei „mit eingestreuten Rückblenden nicht nur spannend gemacht, sondern vor allem von Clemens Schick als Polizisten und Bernhard Schütz als Verdächtigem sehr überzeugend gespielt“. Fazit: „Nervenaufreibendes Psychoduell mit dramatischem Finale.“
Oliver Armknecht befasste sich für Film-Rezensionen mit der Krimifolge und war der Ansicht, dass man sich „diese Reise“ mit dem katalonischen Ermittlerduo „getrost sparen“ könne, „ohne dabei viel zu verpassen“. Das solle zwar „nicht heißen, dass der Film nichts zu bieten“ habe. Carolina Hellsgard setze „die spanische Großstadt“ zwar „gelungen in Szene“. Im Gegensatz „zu den Postkartenmotiven der inhouse-Konkurrenz“ sei „Barcelona jedoch ein sehr düsterer Ort“. Das sei „reizvoll“ und „auch schauspielerisch“ könne der Film „punkten“. „Insbesondere Schauspielveteran Bernhard Schütz“ drücke „als dubioser Apotheker dem Film seinen Stempel auf. Die Art und Weise, wie sich seine Figur auf ein persönliches Duell mit dem Polizisten“ einlasse, „bei dem lange unklar“ bleibe, „welche Seite zuerst“ aufgeben werde, könne „sich schon sehen lassen“. Eigentlich seien „verschwundene Kinder ein Selbstläufer, die ohne viel Zutun Spannung erzeugen“. Die Folge Der längste Tag sei „hingegen ziemlich träge, wenn fast anderthalb Stunden lang nur geredet“ werde. Armknecht sprach der Krimifolge lokales Flair ab und meinte, es sei „eine Unsitte dieser Auslandskrimis alle Figuren mit Deutschen“ zu besetzen. Da diese „zum Teil sehr bekannt“ seien, stelle „sich hier nie das Gefühl ein, wirklich nach Spanien gereist zu sein, womit eines der Hauptargumente“ wegfalle, sich das überhaupt anschauen zu wollen. Die Folge erhielt vier von 10 möglichen Punkten und das Fazit: „‚Der Barcelona-Krimi: Der längste Tag‘ lockt eigentlich mit einem spannenden Szenario, wenn es um verschwundene Kinder geht. Auch die schönen Bilder und die guten schauspielerischen Leistungen machen Laune. Das hilft aber nichts, wenn die Geschichte so wenig hergibt, die Figuren sich willkürlich verhalten und die Dialoge zum Teil eine Zumutung sind.“
Der Elternratgeber für TV, Streaming & YouTube Flimmo.de stellte fest: „Die Thematik um einen Kindermordenden Serientäter kann Kinder verstören. Viele düstere Szenen, der Anblick von Leichen und die dramatische Suche nach den vermissten Kindern belastet sie.“
Oliver Alexander von Quotenmeter.de lobte die Atmosphäre des Films, die „von Anfang an sehr packend“ sei und „die Zuschauer in die Geschichte“ hineinziehen würde. Hauptdarsteller Clemens Schick als Xavi Bonet merke man an, wie seine Figur „unter der Situation zu leiden“ habe. „Nicht zuletzt dank Bernhard Schütz, der den dubiosen Apotheker“ spiele, bleibe „es lange spannend, denn der Zuschauer“ könne sich „sehr lange nicht sicher sein, ob er ihm vielleicht trauen und damit Xavi Bonets Spürnase infrage stellen“ solle – „oder ob der Kommissar auch in diesem Film wieder den richtigen Riecher“ habe.
Im Fernsehmagazin Prisma bemerkte Wilfried Geldner, „wenn man die Regeln des Verhörkrimis“ akzeptiere, „also nicht bis ins letzte Detail psychologischen Realismus“ erwarte, bekomme man in ‚Der längste Tag‘ „ein spannendes Psychoduell serviert“. „Warum Xavi gar so selbstbewusst, wenn nicht versessen den Hardboiled Detective amerikanischer Kino-Herkunft“ mache, bleibe „fast bis zuletzt dessen Geheimnis“. „Der Kommissar und sein ‚Opfer‘“ steigerten „sich in einen Zweikampf hinein, der vom Sich-belauern bis zum Wutausbruch“ reiche. Die deutsch-schwedische Regisseurin Carolina Hellsgård halte „die Spannung nach dem Drehbuch von Katharina und Remy Eyssen […] dank atmosphärischer Detailgenauigkeit und gutem Timing derart hoch, dass man Xavis Kollegin Fina (Anne Schäfer) zunächst gar nicht“ vermisse. Das Ende des Films sei „dann nicht so schön wie der Anfang, wo der verschwundene Mateo nachts als Letzter auf dem Bolzplatz spielt und ihn dann eine lange Kamerafahrt auf dem Heimweg“ verfolge.

### Einschaltquoten
Bei seiner Erstausstrahlung am 5. Mai 2022 wurde der Film von 4,88 Millionen Zuschauern eingeschaltet, was einem Marktanteil von 17,8 Prozent entsprach. Bei seiner Wiederholung im Jahr 2024 schalteten den Film 3,10 Millionen Zuschauer ein, was einen Marktanteil von 15,7 Prozent ergab.